# Logel
Logel to specjalizowany język programowania przeznaczony do sterowania procesami sekwencyjnymi.
Język ten stosowany był w systemach sterowania procesami przemysłowymi, czasu rzeczywistego i kontrolno-pomiarowymi, w systemie MERA-80.
W języku tym programista-operator budował opis działania układów w oparciu o tablice zależności, wyrażenia logiczne, schematy logiczne itp. Program komputerowy podlegał następnie translacji. Translator języka Logel pracował w systemach zewnętrznych – na komputerach JS EMC. Kod wynikowy był wyprowadzany na taśmę papierową za pomocą perforatora, która następnie służyła do programowania układów pamięci EPROM systemu MERA-80.